# بدر المقري

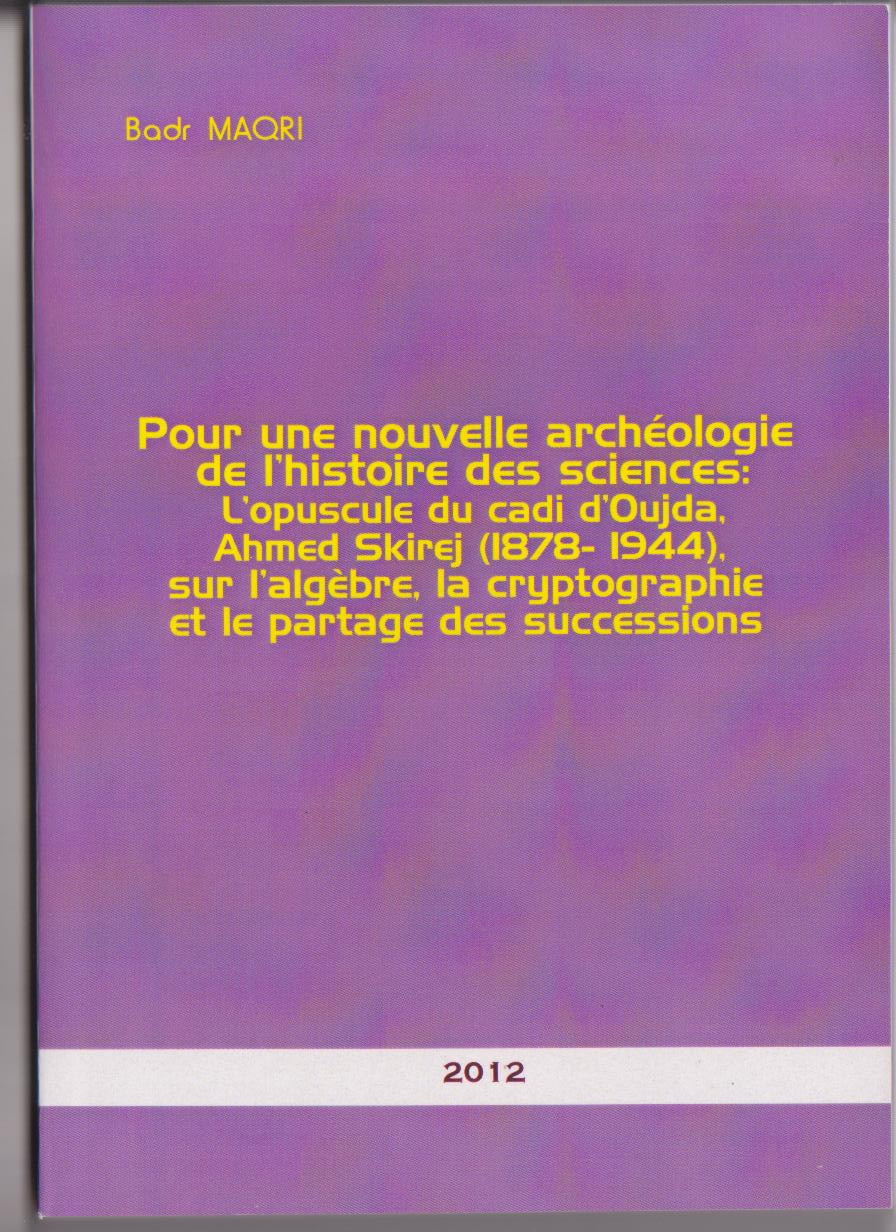
كتاب "من أجل أركيولوجيا جديدة لتاريخ العلوم: رسائل قاضي وجدة أحمد سكيرج (1878-1944) في الجبر والتعمية والفرائض"، أصدره بدر المقري سنة 2012 بالعربية والفرنسية.

بدر المقري (مواليد 13 سبتمبر 1962، وجدة) باحث ومؤرخ وأكاديمي مغربي، وأستاذ التعليم العالي بكلية الآداب والعلوم الإنسانية بجامعة محمد الأول بوجدة. له العديد من الكتب والمقالات عن قضايا فكرية وتاريخية متنوعة، أغلبها عن تاريخ مدينة وجدة.

## مسيرته[1]
ولد بدر المقري في 13 سبتمبر 1962 بوجدة. درس المرحلة الابتدائية في مدرسة للا نزهة، وكان من بين أساتذته والده "أحمد المقري" (1938-2005). ثم درس المرحلة الثانوية في ثانوية عبد المومن.
حصل على إجازة في الآداب من كلية الآداب والعلوم الإنسانية في جامعة محمد الأول بوجدة سنة 1984، وشهادة المدرسة التطبيقية للدراسات العليا من قسم العلوم التاريخية والفيلولوجية بباريس سنة 1986، ثم شهادة الدراسات المعمقة في الآداب من جامعة محمد الأول سنة 1989. كما حاز على دكتوراه السلك الثالث من جامعة محمد الأول سنة 1993، ودكتوراه الدولة في الدراسات الاستشراقية من الجامعة نفسها سنة 2004.
يشغل حاليا منصب أستاذ التعليم العالي بكلية الآداب والعلوم الإنسانية بجامعة محمد الأول بوجدة. أشرف على إعداد وتقديم عدد من البرامج عن تاريخ مدينة وجدة، منها برنامج إذاعي خاص حول الخصوصيات الثقافية والفنية والمعمارية للمنطقة الشرقية.

## فكره
يهتم بدر المقري بموضوع الذاكرة الوجدية، حيث ألف عددا من المقالات والكتب التي تؤرخ لمدينة وجدة، عبر إبراز معالمها الثقافية، والأعلام الذين برزوا محليا ووطنيا وإسلاميا، والأسر العالمة، والمدارس الحرة، وغيرها.
يدعو في مشروعه المعرفي المتنوع والمركب إلى أولوية تحول المعرفة المجتمعية إلى ثقافة، فقد سعى إلى تنزيل تصوراته الثقافية العضوية في صورة ثلاثة متاحف تاريخية عمومية، أسسها بمدينة وجدة، وفق مواصفات علمية محكمة، وهي متحف ذاكرة مدينة وجدة (1881-1975)، في بهو المجموعة الحضرية بوجدة، ومتحف تاريخ الطب بوجدة (1877-1970)، في كلية الطب والصيدلة بوجدة، والمتحف التربوي الخاص بتاريخ التعليم بوجدة (1894-1977)، قرب إحدى أقدم المؤسسات التعليمية بوجدة.

## مؤلفاته[7]

### العربية
- 2021: يا أهل فلسطين ... الوداع !، فرانسواز كيستمان، ريم النابلسي، (كتاب مترجم)، دار ركاز للنشر والتوزيع، إربد، الأردن.
- 2020: نظام الأشياء: مقاربات في تاريخ الأفكار الحيوية، عالم الكتب الحديث، الأردن
- 2018: تنظيم المجال في مدينة وجدة: مقاربة تاريخية وفقهية (1752 - 1916)، مطابع الرباط نت، 96 ص.
- 2017: باب المغاربة: رسائل مغربية في عشق فلسطين (1975-1989).
- 2017: ببليوغرافيا تاريخ مدينة وجدة، منشورات جامعة محمد الأول، 338 ص.
- 2016: يا صاح! أسئلة الكتابة عند العربي باطما (1948-1997)، مطبعة هبة برنت، وجدة، 132 ص.[8]
- 2014: أزهار الكمامة في أخبار العمامة: من تراث المغاربة في سيمياء اللباس النبوي، (دراسة وتحقيق)، منشورات الرابطة المحمدية للعلماء، 224 ص.
- 2012: من أجل أركيولوجيا جديدة لتاريخ العلوم: رسائل قاضي وجدة أحمد سكيرج "ت. 1363 هـ، 1944 م" في الجبر والتعمية والفرائض، مكتبة الطالب، وجدة، 83 ص.
- 2011: مساجد وجدة العتيقة، منشورات كلية الآداب والعلوم الإنسانية بوجدة، 129 ص.
- 2006: خطط المغرب الشرقي، منشورات وزارة الأوقاف والشؤون الإسلامية، 493 ص.
- 2002: إعمال الذهن و الفكر في المسائل المتنوعة الأجناس الواردة من الشيخ سيدي محمد بن أبي بكر بركة الزمان و بقية الناس لأبي العباس أحمد بن محمد المقري التلمساني المغربي (ت 1041 هـ)، (تقديم وتحقيق)، منشورات كلية الآداب والعلوم الإنسانية بوجدة.

### الفرنسية
- Socio-Histoire du football à Oujda (1907-2019), Rabat-Net, 2 vol, 913 p, (ردمك 978-99203-89556) (2019)
- Oujda Opera Minora Selecta (1846-1955), Éditions universitaires européennes, Saarbrücken, 332 p, (ردمك 9786138425892) (2018)
- La Grande Mosquée d'Oujda: l'image dans ses vergers mérinides, Rabat-Net, 268 p, (ردمك 9789954567661) (2016)
- Sidi Yahia d'Oujda: L'oasis et la légende, Rabat-Net, 266 p, (ردمك 978-9954-567-67-8) (2016)
- Oujda 1952: l'organisation territoriale d'une ville marocaine sous protectorat; Publications de l'UMP, Oujda, 268 p (2010)

## روابط خارجية
- بدر المقري على موقع أرشيف الشارخ.